# A Summer Adventure
A Summer Adventure è un cortometraggio muto del 1911 scritto e diretto da William V. Mong.

## Produzione
Il film fu prodotto da William Nicholas Selig per la sua compagnia, la Selig Polyscope Company.

## Distribuzione
Distribuito dalla General Film Company, il film - un cortometraggio di una bobina - uscì nelle sale cinematografiche statunitensi il 2 ottobre 1911.